# Peter Dante
Peter Francis Dante (ur. 16 grudnia 1968 w West Hartford w stanie Connecticut) – amerykański aktor.

## Życiorys
Absolwent Hofstra University w hrabstwie Nassau w Nowym Jorku.
Z branżą filmową związany nieprzerwanie od roku 1994, wystąpił w większości komedii produkowanych przez spółkę Adama Sandlera Happy Madison; z Sandlerem łączy go zresztą przyjaźń. Projekty te to, m.in.: Kariera frajera (The Waterboy, 1998), Mały Nicky (Little Nicky, 2000), Super tata (Big Daddy, 1999; rola geja Tommy’ego Graytona), 50 pierwszych randek (50 First Dates, 2004), Mr. Deeds − milioner z przypadku (Mr. Deeds, 2002).